# Marcus Vorre
Marcus Vorre (* 8. Juli 1998) ist ein ehemaliger dänischer Skirennläufer.

## Karriere
Vorre gab sein internationales Renndebüt am 29. November 2014 bei einem FIS-Slalom in Geilo. Sein erstes internationales Großereignis bestritt er zwei Monate später beim Europäischen Olympischen Winter-Jugendfestival in Malbun, wobei er sowohl im Riesenslalom als auch im Slalom ausschied.
Im darauffolgenden Jahr verpasste Vorre bei den Olympischen Jugend-Winterspielen in Lillehammer als 5. im Super-G nur knapp eine Medaille. Auf den drittplatzierten Manuel Traninger fehlten ihm nur knapp drei Zehntelsekunden. Nur einen knappen Monat später gab Vorre bei der Abfahrt von Kvitfjell sein Weltcupdebüt, wobei er als 42. und letzter die Weltcuppunkte deutlich verpasste.
In den darauffolgenden Jahren startete Vorre, ausgenommen von internationalen Großereignissen, hauptsächlich bei FIS-Rennen sowie kontinentalen Rennserien wie etwa dem Europacup oder dem South American Cup.
2017 nahm Vorre erstmals an Alpinen Skiweltmeisterschaften teil, wobei er im Riesenslalom ausschied und im Slalom bereits das Qualifikationsrennen nicht beenden konnte.
Sein bisher bestes Ergebnis bei einem internationalen Großereignis gelang ihm 2021 bei den Weltmeisterschaften in Cortina d’Ampezzo als er in der Abfahrt den 33. Platz belegte. 
Sein bisher letztes Rennen bestritt Vorre am 30. März 2022 in Garmisch-Partenkirchen, im Mai 2022 beende Vorre schließlich seine Karriere.

## Erfolge

### Weltmeisterschaften
- St. Moritz 2017: DNF Riesenslalom, DNQ Slalom
- Åre 2019: 53. Slalom, DNQ Riesenslalom
- Cortina d’Ampezzo 2021: 33. Abfahrt, 50. Riesenslalom, DNF Super-G, DNF Slalom, DNF Alpine Kombination

### Juniorenweltmeisterschaften
- Hafjell 2015: 48. Alpine Kombination, 49. Abfahrt, 68. Super-G, DNF Slalom
- Åre 2017: 39. Abfahrt, DNF Super-G, DNF Alpine Kombination, DNS Slalom
- Davos 2018: DNF Abfahrt, DNF Super-G, DNF Alpine Kombination

### South American Cup
- 5 Platzierungen unter den besten 30

### Olympische Jugend-Winterspiele
- Lillehammer 2016: 5. Super-G, 8. Slalom, DNF Riesenslalom, DNF Alpine Kombination

### Europäisches Olympisches Winter-Jugendfestival
- Malbun 2015: DNF Riesenslalom, DNF Slalom

### Weitere Erfolge
- 4 Platzierungen unter den besten 5 bei FIS-Rennen